# FK Poštar Mostar
Fudbalski klub Poštar bio je nogometni klub iz Mostara. 

## Povijest
Osnovao ga je dotadašnji igrač zagrebačkog Poštara Milan Šulenta. Po dolasku u Mostar, osnovao je klub istog imena. Klub se natjecao po ligama Hercegovine. Djelovao je do 1976. godine kada je prestao s radom.